# Російська академія живопису, скульптури і зодчества
Російська академія живопису, скульптури й архітектури імені Іллі Глазунова (рос. Российская академия живописи, ваяния и зодчества Ильи Глазунова, РАЖВиЗ) — державний бюджетний заклад вищої професійної освіти мистецького спрямування створений за підтримки Уряду Російської Федерації.

## Історія
Навчальний заклад був відкритий 1 березня 1987 року як Інститут живопису, скульптури і художньої педагогіки (рос. Институт живописи, скульптуры и художественной педагогики) відповідно до Наказу Міністерства культури РРФСР. 
1988 році постановою Ради Міністрів РРФСР Інститут був перейменований у Всеросійську академію живопису, скульптури і зодчества (рос. Всероссийская академия живописи, ваяния и зодчества) Міністерства культури РФ. 
1995 року Указом Президента Російської Федерації враховуючи величезне значення художнього мистецтва у відродженні духовності російського суспільства Академію була реорганізована в Російську академію живопису, скульптури й зодчества (рос. Российская академия живописи, ваяния и зодчества).  
З 10 червня 2009 року Академія носить ім'я народного художника СРСР Іллі Сергійовича Глазунова. Активну педагогічну діяльність Ілля Глазунов почав у МДХІ ім. Сурикова, де очолював майстерню портрета. 
Академія займає декілька будинків у центрі Москви, зокрема:
- «Будинок Юшкова», збудованого архітектором В. Баженовим у XVIII столітті
- «Будинку письменницького кооперативу» у Камергерському провулку.

Уральська філія РАЖСіЗ Іллі Глазунова заснована 15 листопада 1991 року у Пермі. З 2003 року її очолював випускник зображувального відділення Академії, член Спілки художників - Максим Владиславович Каєткін, зараз - доцент, завідувач кафедри академічного малюнку, акварельного і декоративного живопису, член Спілки художників Росії Мургін Олексій Анатольович.
Згідно з Постановою Уряду Російської Федерації від 18 січня 2014 року, ректор вузу призначається Урядом Російської Федерації.
За 20 років існування Академії в її стінах працювали такі діячі сучасної художньої культури як професори Петро Литвинський, Олександр Трофимов.
У різні часи в Академії викладали відомі художники: Олег Штихно, Дмитро Слепушкін, Анатолій Бичуков, Віктор Шилов, Олександр Шилов, Салават Щербаков, Михайло Шаньков, Лейла Хасьянова, Володимир Штейн та ін.

## Структура Академії
- Факультет живопису:
  - кафедра живопису
  - кафедра академічного малюнку
  - кафедра композиції
  - кафедра анатомічного малюнку
  - кафедра копійованого живопису

- Факультет скульптури:
  - кафедра скульптури
  - кафедра скульптурної композиції
  - майстерня з формування і відливу гіпсових моделей
  - майстерня з художньої обробки каміння

- Факультет архітектури:
  - кафедра архітектури
  - кафедра охорони і реставрації культурної спадщини

- Факультет мистецтвознавства:
  - кафедра загальної історії мистецтв

- Факультет реставрації живопису:
  - кафедра реставрації станкового олійного живопису
  - кафедра реставрації темперного живопису
  - кафедра технічно-технологічних досліджень живопису
  - кафедра академічного малюнку

- Кафедра основ громадськості
- Кафедра іноземних мов

На факультетах Академії діють підготовчі курси. Крім того, працює бібліотека, музей і Вчена рада.

## Ректори Академії
Глазунов Іван Ілліч — призначений з 5 березня 2019 року. Термін перебування на посаді 5 років (розпорядження №380-р [Архівовано 19 серпня 2019 у Wayback Machine.])

## Відомі випускники
Академія нараховує кілька сотень випускників-дипломників. Серед них:
- Олег Супереко
- Павло Риженко
- Євген Кравцов
- Дмитро Євтушенко
- Наталя Кургузова-Мірошник
- Юрій Карпенко